# Neolamprologus leleupi
Ne doit pas être confondu avec Neolamprologus leloupi.
Espèce
Statut de conservation UICN

 LC  : Préoccupation mineure
Neolamprologus leleupi est une espèce africaine de poissons d'eau douce de la famille des Cichlidae endémique du lac Tanganyika.

## Description
Neolamprologus leleupi peut mesurer jusqu'à 100 mm de longueur totale. Ce poisson est polychromatique, ce qui en langage aquariophile signifie que deux formes existante, l'une jaune brillant et l'autre beaucoup plus sombre. Nourri aux crevettes en captivité, il peut avoir une teinte orange foncé qui s'apparente à sa pigmentation naturelle. L'œil est bleu ou noir et les nageoires sont de la même couleur que le corps. Le dimorphisme sexuel est subtil et il est difficile de différencier le mâle de la femelle. La femelle tend à être plus petite et le mâle a des nageoires pelviennes un peu plus allongées[réf. nécessaire].

## Répartition et habitat
Neolamprologus leleupi est endémique de la côte est du lac Tanganyika, sur les territoires du Burundi, de la république démocratique du Congo, de la Tanzanie et de la Zambie.
Ce poisson vit à une profondeur d'environ 40 m où il serait relativement abondant. Il dépend de son habitat pour la reproduction et pour échapper aux prédateurs. Il utilise donc le couvert des parois rocheuses, des cavités naturelles et le substrat comme moyens de protection et se sentir en sécurité[réf. nécessaire]. L'eau du lac Tanganyika est alcaline avec un pH se situant entre 7,6 et 8,5.

## Aquariophilie

### Maintenance en aquarium
Neolamprologus leleupi est sensible aux variations de nitrite et d'azote, dont les valeurs doivent avoisiner le zéro, pour de meilleures chances de succès. Il peut tolérer l'eau du robinet, si elle est d'abord traitée pour éliminer la présence de chlore, mais l'exposition à cette eau traitée devrait être graduelle. Ce cichlidé peut se reproduire en captivité. Puisqu'il est monogame, un couple doit d'abord être formé, souvent à partir d'un groupe de juvéniles (six et plus). La température idéale pour la reproduction est de 25 °C. Il pond sur substrat caché, généralement de 50 à 150 œufs, qu'il appose sur la paroi d'une cavité rocheuse ou la voûte d'une grotte. Les parents démontrent un comportement de protection envers les alevins. Pour le bac, prévoir une façade d'au moins 80 cm pour un minimum de 130 L, des cachettes, des roches formant un abri, ainsi qu'un substrat dans lequel ce cichlidé pourra fouiller. Ces cichlidés cohabitent mal entre eux, même dans de grands bacs. Ils cohabitent bien avec d'autres espèces de poissons à la morphologie différente. Puisqu'il est omnivore, Neolamprologus leleupi accepte la plupart des nourritures commerciales, les préparations de crevettes ou de la nourriture vivante.

### Alimentation
Ce Cichlidé est omnivore. Il se nourrit entre autres d'invertébrés qui se trouvent dans le substrat.
| Origine         | Afrique               | Eau           | Eau douce      |
| Dureté de l'eau | 10-20 °GH             | pH            | 8,0-9,0        |
| Température     | Entre 23 et 26 °C     | Volume mini.  | 130 L          |
| Alimentation    | Omnivore              | Taille adulte | Environ 10 cm  |
| Reproduction    | substrat cachéovipare | Zone occupée  | Milieu et fond |
| Sociabilité     | Interespèce           | Difficulté    | Moyenne        |

## Dénominations
Cette espèce n'a pas de nom normalisé en français. Dans le commerce aquariophile, ce poisson est appelé « Cichlidé citron » ou « Lamprologue jaune »

## Systématique
Le nom valide complet (avec auteur) de ce taxon est Neolamprologus leleupi (Poll, 1956).
Neolamprologus leleupi a pour synonymes :
- Lamprologus leleupi leleupi Poll, 1956
- Lamprologus leleupi melas Matthes, 1959
- Neolamprologus leleupi leleupi (Poll, 1956)
- Neolamprologus leleupi melas (Matthes, 1959)
- Lamprologus leleupi Poll, 1956

### Étymologie
Son épithète spécifique, leleupi, lui a été donnée en l'honneur de l'entomologiste belge Narcisse Leleup (d) (1912-2001) qui a collecté le type ainsi que d'autres poissons du lac Tanganyika. Ce même entomologiste a également donné son nom (mais à une lettre près) à Neolamprologus leloupi, espèce décrite par Max Poll en 1948.

### Publication originale
- (fr) Max Poll, « Poissons Cichlidae », Exploration Hydrobiologique du Lac Tanganika (1946-1947). Résultats scientifiques, 1956, vol. 3, n. 5 B, p. 1-619 (lire en ligne).